# 太田健二郎
太田健二郎（おおた けんじろう）は、アニメ「宇宙戦艦ヤマトシリーズ」の登場人物。

## キャラクター解説
南部康雄・相原義一・加藤三郎とともにヤマトの中堅を支えるサブキャラクター4名のうちの1名。第1作から『完結編』まで皆勤賞のレギュラーキャラクターだが、南部と並んで固有のエピソードやその個性を発揮する局面がほぼ皆無のため、立場的には「第一艦橋におけるその他大勢」の1人である。
役職はヤマトの航海班レーダー科チーフ。第1作『宇宙戦艦ヤマト』第3話での自己紹介によれば、主たる任務は「（島大介の下で）操縦補佐」で、島の良き相棒である。後年の資料やPSゲームでの設定では「航海班副長」ないし「航海班副班長」としたものもある。設定上は航路障害の探知識別が主な担当だが、コスモレーダーによる索敵を主に担当する森雪と職務内容が混同され、敵艦の索敵なども行っているシーンが多々存在している。なお、第1作第26話や『宇宙戦艦ヤマトIII』第7話、PS2版『宇宙戦艦ヤマト 暗黒星団帝国の逆襲』では、不在の雪や真田澪に代わってコスモレーダーを担当するシーンがある。また、太田自身が操縦桿を握ったことは『完結編』までの作品では一度もない。
外見は、やや太めの体躯や顔立ちに加え、頬に3点のそばかすを持つ。『さらば宇宙戦艦ヤマト 愛の戦士たち』や『宇宙戦艦ヤマト 完結編』では、号泣して涙を腕で拭う姿など、泣き上戸のような描写も見られる。
名前の由来は当時のオフィス・アカデミーの社員の名を一字変えたもの。
資料によっては「大田健二郎」、一部の小説版では名前が「健一郎」と誤載されている。

## 劇中での登場
宇宙戦艦ヤマト
第3話において、ほかの中堅3人と一緒に自己紹介するシーンで初登場。第15話では、乗組員に散々な評判だった雪のコーヒーを1人だけ「うまい」と評していたが、雪が機嫌を良くしてもう1杯を入れようとしたときには、あわてて断っている。第12話では、ヤマトがガミラスの策でオリオン座アルファ星のコロナへ追い詰められた際に本職である航路計測で本領を発揮し、コロナの発生を逐一報告して回避補助をする活躍を見せるが、このエピソード以外は特に目立つところもなく、第11話のガミラス総統デスラーからの初入電時に至っては相原と間違えられて作画されている。
さらば宇宙戦艦ヤマト 愛の戦士たち / 宇宙戦艦ヤマト2
古代の決起に同調して再びヤマトへ乗艦し、島の補佐としてレーダーを担当しながら航路計測や探査の任務をこなす。
『ヤマト2』では第2話から登場しており、劇中での主な活躍は『さらば』とほぼ同じである。
『さらば』終盤では、古代から退艦命令と別れの言葉を聞かされた際に号泣し、救命艇から島、相原、南部ら生存者たちとともに敬礼で別れを告げる。
『ヤマト2』最終話では、超巨大戦艦の攻撃により第一艦橋付近に被弾した衝撃で席から弾き飛ばされて負傷し、その後の古代の退艦指示により、同じく負傷していた真田志郎や相原、南部ら16名とともに救命艇で地球へ搬送される。
宇宙戦艦ヤマト 新たなる旅立ち
雪と共にレーダー手として、流星群を利用した新コスモタイガー隊の演習の計測・探査を行う。
ヤマトよ永遠に
暗黒星団帝国の襲撃をかいくぐって英雄の丘で古代たちと合流した後、小惑星イカロスで再びヤマトに乗り込む。地球脱出の際には島と共に連絡艇の操縦席に座っている。
PS2版『宇宙戦艦ヤマト 暗黒星団帝国の逆襲』では、ステージ09「暗黒の銀河へ」において澪が一時離脱した際に予備要員としてコスモレーダーの管理を行っており、本来の予備要員であるアナライザーがさぼったことに苛立っている。
宇宙戦艦ヤマトIII
第3話から登場。第14話では、手際良く通信をつなぐ相原に対して「相原通信長の毎日の楽しみだからな」と藤堂晶子との仲をからかっている。
宇宙戦艦ヤマト 完結編
アクエリアスに降下する際に射出した監視衛星を使い、都市衛星ウルクを発見する。島が戦死した時には直視できず、後ろを向いて号泣している。

## リメイクアニメ
『宇宙戦艦ヤマト』のリメイク作品である『宇宙戦艦ヤマト2199』を初作とする本シリーズでは、三等宙尉の階級を持つ航海科士官であり、宇宙気象の観測を担う気象長を務める。第一艦橋の席が旧作シリーズでの真田の席と入れ替わり、出身地は大阪府という設定が追加された。リデザイン担当は結城信輝で、髪型が逆立ったものになったこと以外に容姿は特に変更されていない。島の交代要員も担当しており、『2199』最終話ではヤマトシリーズで初めて操艦を担った。
性格は楽天主義で明るく、艦内のムードメーカー。艦内の大食いチャンピオンの座を取るほどの大食漢。また、『2199』最終話の脚本によると、7人兄弟で両親は死亡しているとされている。

### 劇中での登場（リメイクアニメ）
宇宙戦艦ヤマト2199
第2話のイスカンダルのメッセージが公開されるシーンで初登場。年齢は21歳。
第8話での恒星のフレア観測や、第20話でのイオン乱流の本流特定などに活躍する。第5話では雪の交代要員である岬百合亜を見て「潤うねぇ」と鼻の下を伸ばしたり、第7話の太陽系赤道祭では「仮装が伝統」と吹聴し、衛生士の原田真琴や航空隊の加藤三郎にメイド服や托鉢僧の仮装をさせたりしている。
漫画版（むらかわみちお）
単行本第1巻から登場。アニメ版では関西出身でありながら関西弁で話す描写はないが、漫画版ではほぼ常に関西弁で話している。
アニメ版では太田により仮装したのは原田と加藤のみであったが、漫画版では2人のほか、保安部の星名透が男でありながらメイド服、主計科の山本玲がネコ耳とネコ手の仮装をさせられている。そのほか、赤道祭に参加しなかったために仮装はしていないが、真田にウルトラマン似のお面を渡している。
宇宙戦艦ヤマト2199 星巡る方舟
序盤は交代要員の林繁が第一艦橋にいるため、太田は中盤の惑星シャンブロウ到達以降に登場する。制作当初は序盤に女子クルーを盗撮しようとして島にカメラを没収されるシーンがあったが、尺と製作期間の都合でカットされた。
宇宙戦艦ヤマト2202 愛の戦士たち
第2話の英雄の丘のシーンで初登場。年齢は25歳。地球連邦防衛軍輸送艦隊に所属して、輸送船「きさらぎ」の船長を務めており、第2話で古代の月面潜入を手助けする。その後、第4話で再びヤマトに乗艦する。

## SPACE BATTLESHIP ヤマト
本作では所属が航海班ではなく技術班に変更され、真田の補佐として登場。最終決戦では古代に諭され、島・雪・相原・南部・佐渡らとともに地球へ帰還する。

## 担当キャスト
- 声優
  - 安原義人 - テレビアニメ第1作準拠のシリーズ関連作品[1]
  - 鈴置洋孝 - 『宇宙戦艦ヤマトIII』[2][3][注 1]
  - 千葉優輝 - 『宇宙戦艦ヤマト2199』以降のリメイク作品[5][6]
- 俳優
  - 大和田健介 - 『SPACE BATTLESHIP ヤマト』